# Dipartimento di Doctor Manuel Belgrano
Doctor Manuel Belgrano è un dipartimento argentino, situato nella parte meridionale della provincia di Jujuy, con capoluogo San Salvador de Jujuy, che è al contempo capitale della provincia. Fu istituito il 26 novembre 1899.
Da nord ad ovest, in senso orario, esso confina con i dipartimenti di Tumbaya, Ledesma, Palpalá, San Antonio, e con la provincia di Salta.
Secondo il censimento del 2010, su un territorio di 1.917 km², la popolazione ammontava a 265.249 abitanti, con un aumento demografico dell'11,4% rispetto al censimento del 2001.
Il dipartimento comprende (dati del 2001):
- 1 comune:
  - San Salvador de Jujuy
- 1 commissione municipale:
  - Yala